# Coelotes amplilamnis
Coelotes amplilamnis är en spindelart som beskrevs av Saito 1936. Coelotes amplilamnis ingår i släktet Coelotes och familjen mörkerspindlar. Inga underarter finns listade i Catalogue of Life.